# Vesicularia inflectens
Vesicularia inflectens är en bladmossart som beskrevs av C. Müller 1896. Vesicularia inflectens ingår i släktet Vesicularia och familjen Hypnaceae. Inga underarter finns listade i Catalogue of Life.